# غاسبار دي بورتولا
غاسبار دي بورتولا روفيرا (بالإسبانية: Gaspar de Portolá Rovira)‏، ولد في 1716، أوس دي بالاغير، لاردة، إسبانيا - توفي في 1786، لاردة، إسبانيا) هو جندي وإداري إسباني في إسبانيا الجديدة. كان قائد الحملة الاستعمارية الإسبانية التي أسست مدن سان دييغو ومونتيري في كاليفورنيا، ووسعت مقاطعة كاليفورنيا في إسبانيا الجديدة إلى الشمال من بداياتها في شبه جزيرة باخا كاليفورنيا. كانت فريق بورتولا أيضا أول فريق أوروبي يرى خليج سان فرانسيسكو. أعطت البعثة أسماء لمناطق جغرافية على امتداد طريق الرحلة، والعديد من هذه الأسماء لا يزال قيد الاستخدام.

## باديات حياته
ولد بورتولا في 1 يناير 1716 في أوس دو بالاغوير في إقليم كاتالونيا في إسبانيا من طبقة النبلاء الكاتالونيين. خدم غاسبار كجندي في الجيش الإسباني في إيطاليا والبرتغال. تمت ترقيته لرتبة ملازم بحري في عام 1734، وملازم في 1743.

## طرد اليسوعيين
ابتداءً من عام 1684، بدأ المبشرون اليسوعيين برحلات في شبه جزيرة باخا كاليفورنيا. انتشرت الشائعات لاحقا بأن اليسوعيين جمعوا ثروات وكانوا أقوياء جدا. كان اليسوعيون يتعرضون وقتها للقمع في أنحاء العالم، وأمر الملك كارلوس الثالث بطرد اليسوعيين وترحيلهم إلى الدولة البابوية في شبه الجزيرة الإيطالية. وبهذا أمر نائب الملك في إسبانيا الجديدة بالقبض على جميع اليسوعيين في البعثات التبشيرية وترحيلهم. تم إرسال بورتولا وعهد إليه بمهمة طرد اليسوعيين. تم تسليم أمر هذه البعثات إلى الفرنسيسكان، وبعد ذلك إلى الدومينيكان.

## حملة توسيع كاليفورنيا في الشمال
قررت إسبانيا إقامة بعثات تبشيرية ومواقع أخرى على ساحل المحيط الهادي شمال شبه جزيرة باخا كاليفورنيا خشية أن تطالب بها القوى الأجنبية. وكان الإنجليز قد أرسلوا المستكشفين إلى المحيط الهادئ. وكان صائدو الفراء الروس يتقدمون شرقا من سيبيريا عبر مضيق بيرينغ إلى جزر ألوشيان وما وراءها.
في 23 يناير 1768، تم تبادل الرسائل بين الملك كارلوس ونائب الملك بشأن سيطرة أسبانيا على ساحل المحيط الهادي وإنشاء مستعمرات في خليج سان دييغو وخليج مونتيري، والتي تم اكتشافها ووصفها في تقارير المستكشفين خوان كابريلو وسيباستيان بيثكاينو. رسم بيثكاينو خريطة لساحل كاليفورنيا حتى شمال مونتيري في عام 1602، ولكن لم يتم عمل الكثير بشأن الاستكشاف والاستيطان حتى عام 1768. في مايو من تلك السنة، بدأ قائد إسباني يدعى خوسيه دي غالفيز بتنظيم رحلة استكشافية بحرا وبراً. تم تعيين بورتولا «حاكم كاليفورنيا» وإعطاؤه القيادة العامة. تولى خونيبيرو سيرا، زعيم المبشرين الفرنسيسكان، قيادة الأمور الروحية. وقد اجتمعت فرق الاستكشاف البحرية والبرية في خليج سان دييغو.
أبحرت أول سفينة، وهي سان كارلوس، من لاباز في 10 يناير 1769 وأبحرت الثانية، وهي سان أنطونيو، من كابو سان لوكاس يوم 15 فبراير. في الوقت نفسه، بدأت فرق مختلفة في البر بالتحرك شمالا من لوريتو في باخا كاليفورنيا سور. اجتمعت الحملة البرية في فيلاتيكا، حيث أنشأ سيرا مركزا تبشيريا. من هناك، دعت خطة بورتولا إلى تقسيم الحملة البرية إلى قسمين. قاد النقيب فرناندو ريفيرا إي مونكادا الفريق الرئيسي، والذي تم تكليفه ببناء طريق للعربات وتهدئة السكان الأصليين، وغادر من فيليكاتا في 24 مارس. ورافقه الكاهن خوان كريسبي، مدوّن يوميات الفرنسيسكان. غادرت البعثة التي قادها بورتولا فيليكاتا يوم 15 مايو، والتي شملت خونيبرو سيرا (رئيس الحملات التبشيرية) مع مجموعة من المبشرين والمستوطنين والجنود، بما في ذلك خوسيه رايموندو كاريو. أسس خونبيرو سيرا مركزين تبشيريين خلال الرحلة: سان دييغو دي ألكالا في 16 يوليو 1769 وميسيون سان كارلوس بوروميو دي كارميلو في 3 يونيو 1770.

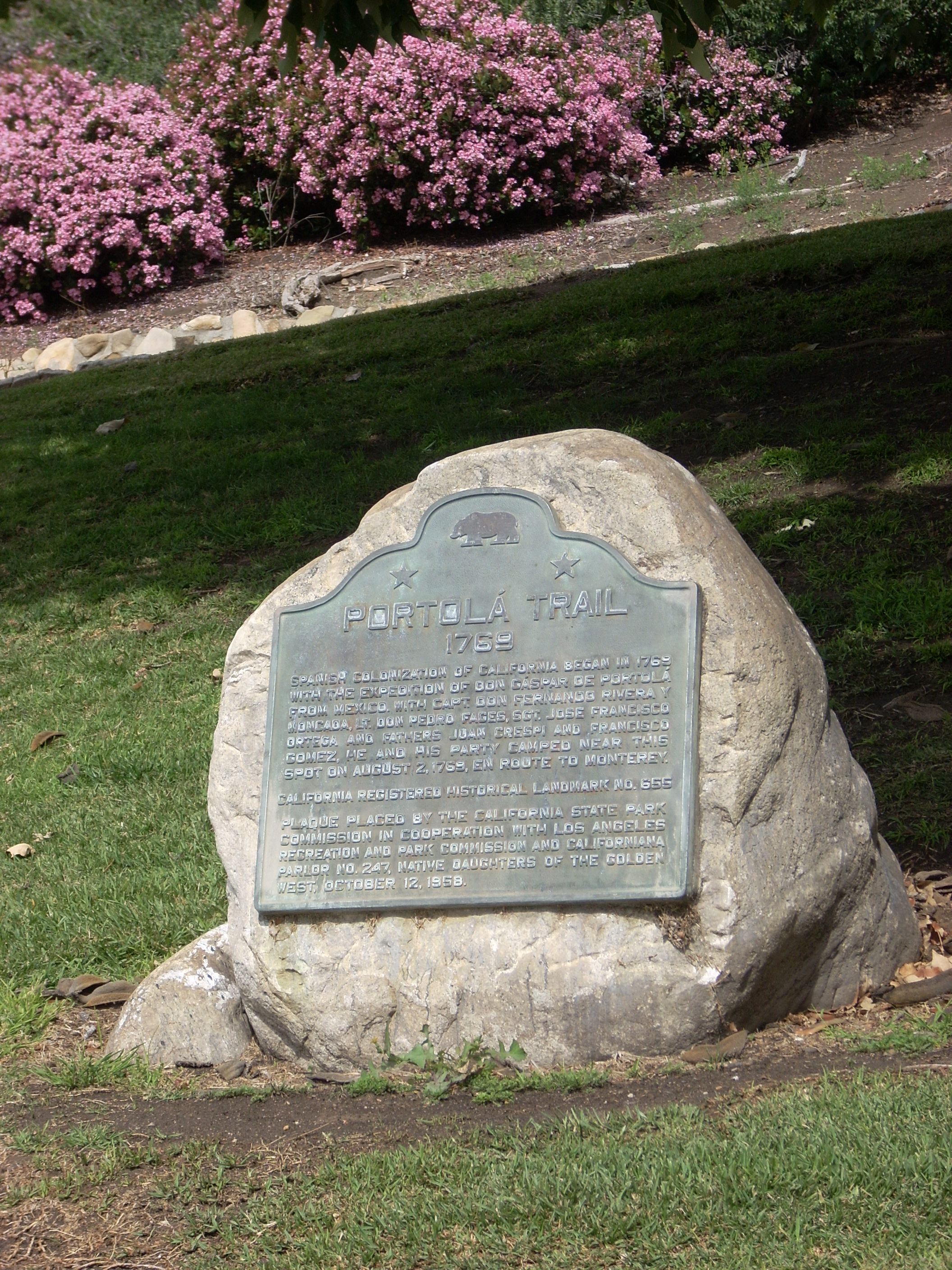
بورتولا 1769 لوح تذكاري منتزه إليسيان بارك في لوس أنجلوس

وصل ريفيرا إلى موقع سان دييغو الحالي في مايو من تلك السنة، وأقام مخيما في المنطقة التي أصبحت الآن مدينة سان دييغو القديمة وانتظر وصول الآخرين. ارتكب بيثكاينو خطأ في تحديد خط العرض لمرفأ سان دييغو، فحطّت السفن إلى الشمال بعيدا قبل أن تعود في طريقها. وصلت سفينة سان أنطونيو في 11 أبريل، وأما سفينة سان كارلوس، وهي أول سفينة تغادر لاباز، واجهت العواصف في الرحلة ووصلت في 29 أبريل. وكان من المقرر أن ترافقهم سفينة ثالثة، ولكن يحتمل أنها فقدت في البحر. وصلت الحملة البرية التي قادها بورتولا في 29 يونيو. كان معظم الرجال الذين كانوا على متن السفينة مرضى بعد رحلتهم الشاقة، وأصيب أغلبهم بالإسقربوط ومات كثيرون. من بين مجموع 219 ممن غادروا باخا كاليفورنيا، نجا أكثر من مائة بقليل.
أصرّ بورتولا على بلوغ خليج مونتيري، وانطلق شمالا في 14 يوليو 1769 مع فريقه المكون من خوان كريسبي و63 جنديا و100 بغل محمل بالمؤن. تقدم الفريق بواقع فرسخين إلى أربعة (الفرسخ يساوي 4 كم) في اليوم، ووصلوا إلى موقع لوس أنجلس الحالي في 2 أغسطس. سار الفريق في اليوم التالي على الطريق الهندي الذي أصبح اليوم جادة ويلشاير في سانتا مونيكا. ثم وصلوا إلى منطقة سانتا باربرا الحالية في 19 أغسطس، ومنطقة سان سيميون في 13 سبتمبر. لم يبق الفريق على الساحل بسبب التضاريس الوعرة وانطلقوا إلى الدواخل. ساروا في وادي سان أنطونيو، ثم عبروا جبال سانتا لوسيا في 1 أكتوبر ووصلوا إلى مصب نهر ساليناس.
بعد مسيرة من 400 ميل (640 كم) من سان دييغو وحوالي 1000 ميل (1600 كم) من فيليكاتا، وصلوا إلى الخليج الذي كانوا يبحثون عنه. لكنهم لم يميزوا الشكل نصف الدائري للساحل، والذي وصفه بيثكاينو بأنه على شكل دائرة، رغم أن فريق الحملة مروا به مرتين. وبعد أن فشلوا في العثور على هدفهم، تقدموا شمالا ووصلوا إلى المنطقة في الطرف الشمالي للخليج، حيث قام كريسبي بتسمية غدير سانتا كروز في 18 أكتوبر. ثم وصلوا إلى منطقة خليج سان فرانسيسكو في 31 أكتوبر، واستكشفوا وسموا العديد من المناطق في المنطقة جنوب منطقة مضيق البوابة الذهبية حاليا.
عادوا بعدها إلى سان دييغو، فشلوا مرة أخرى فشلوا في العثور على الميناء الذي وصفه بيثكاينو في طريقهم إلى الجنوب. اعتاش أغلبهم على لحوم البغال في رحلة العودة، وصلوا في 24 يناير 1770.

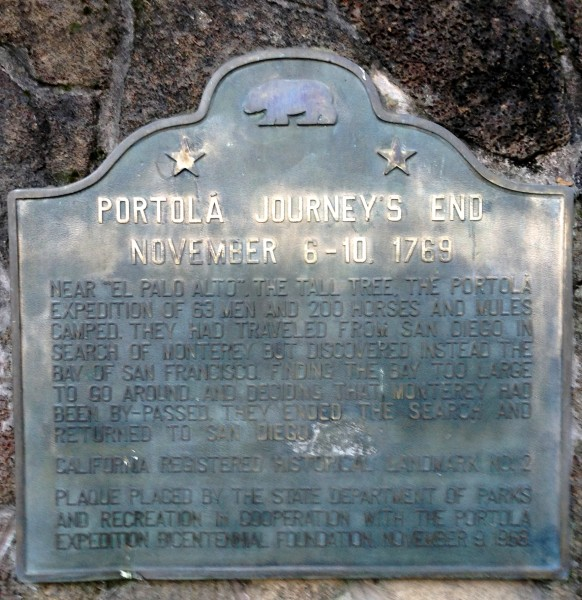
نهاية رحلة بورتولا

## الرحلة الثانية
أحد ضباط بورتولا، الكابتن فيسينتي فيلا، أقنعه مر بالفعل على خليج مونتيري عندما وضع علامة على منطقة باسيفيك جروف الحالية. تزود بورتولا وسيرا بالإمدادات في سان دييغو، وقررا بالقيام برحلة استكشافية برية وبحرية مشتركة للبحث مرة أخرى عن الخليج وتأسيس مستعمرة. أبحرت سفينة سان أنطونيو في 16 أبريل 1770، وكان على متنها سيرا وميغيل كوستانسو، وهو مهندس عسكري ورسام خرائط، والدكتور بيدرو برات، وهو جراح في الجيش، إلى جانب شحنة من الامدادات لمركز تبشيري جديد في مونتيري. بدأ بورتولا حملته البرية في 17 أبريل، بعد أن حشد ما أمكنه من الرجال، وشمل فريقه الملازم أول بيدرو فاخيس، و12 متطوعا إسبانيا، وسبعة جنود، وخمسة من هنود باخا كاليفورنيا، واثنين من البغالين، مع القس خوان كريسبي، وانطلقوا شمالا.
اتبعت الرحلة نفس الطريق الذي تبعته في الشتاء السابق أثناء العودة إلى سان دييغو. بعد مرور 36 يوما على الطريق، تخللها يومان من الراحة، وصل بورتولا إلى منطقة العلامة في 24 مايو 1770. ثم رأى في يوم صافٍ ميناء دائريا افترض أنه يحمل نفس أوصاف المستكشفين السابقين. تم عقد قداس قرب شجرة البلوط التي كان يعبد بها المبشرون الكرمليون الذين رافقوا بيثكاينو في عام 1603، وتم اعتماد المكان رسمياً. في 3 يونيو 1770، وضعوا أساسات مركز سان كارلوس بوروميو دي كارميلو التبشيري وأسسوا بريسيديو دي مونتيري.

## حياته اللاحقة
انتهت مهام بورتولا كحاكم، ثم ترك النقيب بيدرو فاخس مسؤولا، وفي 9 يونيو أبحر إلى سان بلاس في ناياريت ولم يعد بعدها إلى منطقة كاليفورنيا العليا. في 1776، عين بورتولا حاكما على بويبلا. تم تعيين خلفه في عام 1784، وقدمت له نفقات عن خدمته وعاد إلى إسبانيا حيث عمل كقائد لفصيل نومانسيا للفرسان. تم تعيينه في 7 فبراير 1786 ملازم الملك عن القلاع في لاردة. توفي في أكتوبر من العام نفسه.

## الإرث

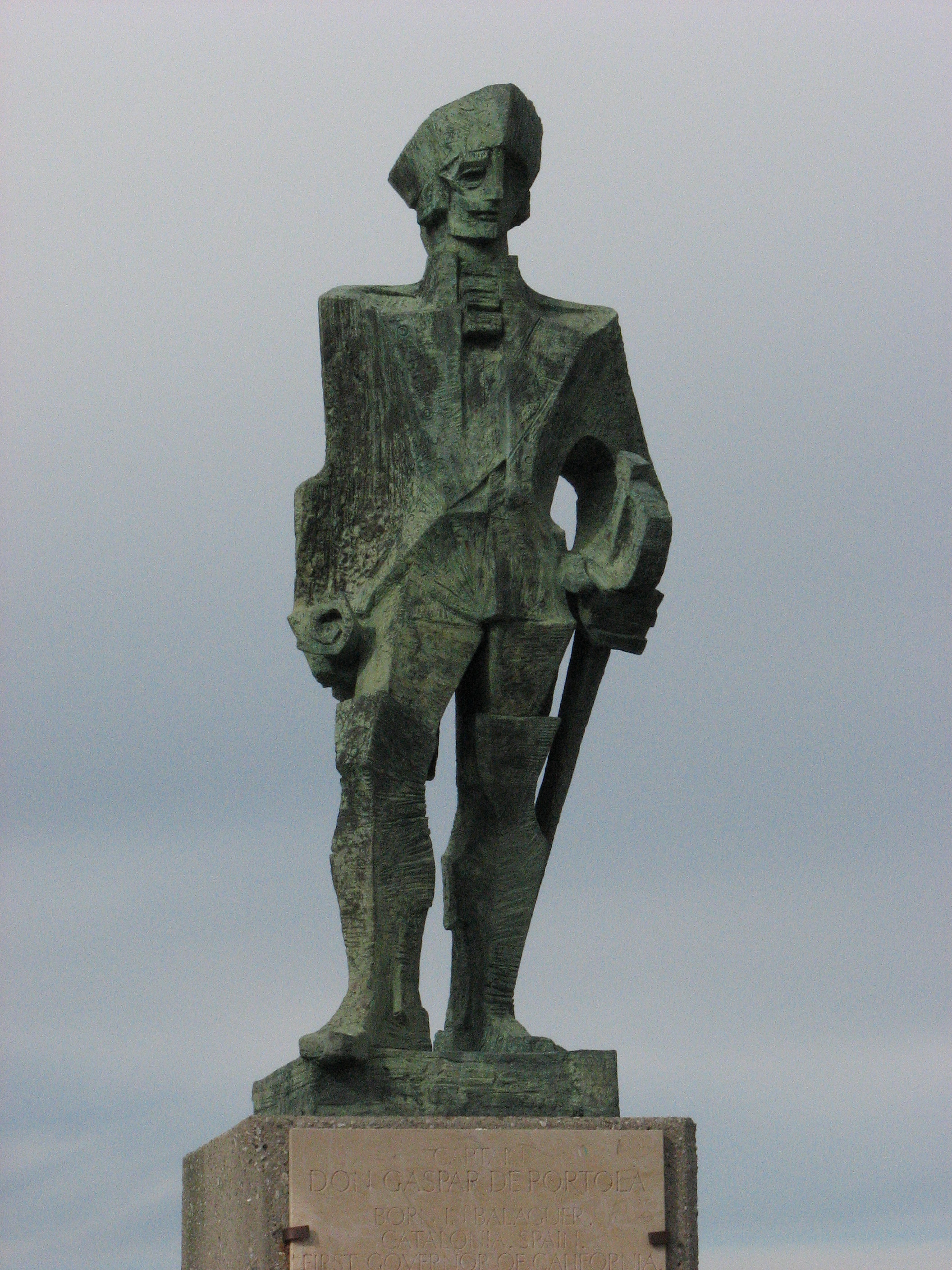
تمثال غاسبار دي بورتولا للنحات جوزيب ماريا سابيراك

تم نصب تمثال منحوت بطول 9 أقدام (2.7 م) في باسيفيكا بولاية كاليفورنيا ومن صنع النحات الكاتالوني جوزيب ماريا سوبيراكس وزميله فرانسيسك كارولا. تم منحه إلى ولاية كاليفورنيا من قبل الحكومة الإقليمية الكاتالونية في عام 1988.
سميت عليه مدينة بورتولا في مقاطعة بلوماس، وبورتولا فالي في مقاطعة سان ماتيو، وحي بورتولا في سان فرانسيسكو. كما سميت عليه عدد من المدارس في كاليفورنيا، بما في ذلك مدرسة بورتولا هيلز الابتدائية في بورتولا هيلز، ومدرسة بورتولا الابتدائية في سان برونو، ومدرسة بورتولا الثانوية في إلسيريتو، ومدرسة غاسبار دي بورتولا المتوسطة في تييراسانتا، ومدرسة بورتولا المتوسطة في تارزانا، ومدرسة بورتولا المتوسطة في أورانج. تقع المدرسة في أورانج على مقربة من الموقع حيث عبرت الرحلة نهر سانتا آنا، وتوجد في المدرسة لوحة جدارية طولها 60 قدما تصور رحلة بورتولا.
سمي عليه طريق بورتولا باركواي الذي يمتد عبر مدن إيرفاين وليك فوريست. يقال أن بورتولا عبر نفس المكان الذي يمتد عبره هذا الطريق. وسمي عليه بورتولا درايف، الذي يمتد موازيا لساحل خليج مونتيري وبالقرب منه، هو الشارع الرئيسي لمنطقة بليجر بوينت في مقاطعة سانتا كروز. شارع بورتولا هو أيضا شارع يقع في بالم ديزرت في وادي كواتشيلا.
في الحرب العالمية الثانية، تم تسمية سفينة الحرية الأمريكية «غاسبار دي بورتولا» عليه.

## قراءات أخرى
- Crespí، Juan؛ Alan K Brown (2001). A Description of Distant Roads: Original Journals of the First Expedition into California, 1769–1770. San Diego: San Diego State University Press. ISBN:1-879691-64-7.

## وصلات خارجية
- Biography of Gaspar de Portolá at the San Diego Historical Society website
- Early Exploration of San Diego: 1542 to 1769 at the California History & Culture Conservancy website (archived)
- Portolá's History and Statue in باسيفيكا (كاليفورنيا)(archived)
- Spanish exploration of the Northwest Coast of North America website article (archived)
- Sweeney Ridge, Golden Gate National Recreation Area Portola Discovery Site in San Mateo County, California